# Knock ovvero il trionfo della medicina
Knock ovvero il trionfo della medicina (Knock) è un film del 1951 diretto da Guy Lefranc.
Il film è basato sull'opera teatrale Knock, ovvero il trionfo della medicina (Knock ou le Triomphe de la médecine) del 1923 scritta da Jules Romains.

## Trama
Il dottor Knock arriva in un tranquillo villaggio per sostituire il dottor Parpalaid che non gli ha confessato che in paese nessuno ha davvero bisogno di cure.
Per poter lavorare, il nuovo dottore, che non ha la laurea in medicina, cambia prospettiva affermando che "ogni uomo in buona salute è in realtà un malato che è stato trascurato".
Di conseguenza la sala d'attesa si riempie velocemente per le consultazioni gratuite del lunedì. Ogni paziente riceve dal dottor Knock spiegazioni dettagliate sulla propria malattia, nonché una prescrizione precisa. L'unico albergo del villaggio viene rapidamente trasformato in una clinica e anche il dottor Parpalaid, momentaneamente tornato in visita e a sua volta preoccupato per la propria salute, viene convinto da Knock di essere malato e dover mettersi a letto.

## Produzione
Il protagonista Louis Jouvet aveva già interpretato lo stesso personaggio nel 1933 nel film co-diretto assieme a Roger Goupillières.

## Remake
Il film è stato oggetto di un remake nel 2017, Dr. Knock,  diretto da Lorraine Lévy e interpretato da Omar Sy.